# 小行星8586
小行星8586（8586 Epops）是一颗绕太阳运转的小行星，为主小行星带小行星。该小行星于1960年9月24日发现。

## 轨道参数
小行星8586的轨道半长轴为3.2117992 UA，离心率为0.132。